# Eva Navarro Quijano
Para la futbolista española, véase Eva Navarro.
Eva Navarro Quijano (Madrid 7 de septiembre de 1967) es una pintora española que vive en Madrid. Su obra se considera parte del Movimiento de la Neofiguración Española. Expone principalmente su trabajo en Europa y Estados Unidos. 

## Trayectoria
Nació en Madrid y aprendió a pintar en las clases de la Academia de Arte Artaquio a las que asistía por las tardes. En 1990, se licenció en Bellas Artes por la Universidad Complutense de Madrid y en 1992, completó los cursos de Doctorado en el Departamento de Dibujo de la Facultad de Bellas Artes de la misma universidad.
Comenzó a exponer en 1994 y desde entonces ha participado en exposiciones individuales y grupales, colgando sus obras en galerías de ciudades de todo el mundo como Bruselas, Róterdam, Londres, París. Lisboa, Boston, Nueva York, Caracas, Santa Fe, Dubái, Xuancheng o las españolas, Madrid, Barcelona, Sevilla, Murcia, Castellón o Pamplona Participa habitualmente en importantes ferias de arte internacionales.

## Obra
La obra de Navarro ha sido descrita como vivaz, sencilla y enérgica, además de estar llena de un colorido extraordinario. En su obra se reflejan elementos básicos como el movimiento, el espacio, la acción y el tiempo expresados a través de la figura humana. The Boston Globe escribió que su obra explora el concepto de tiempo, con largas sombras que se extienden a través de las pinturas.
Los personajes que utiliza en sus pinturas son personas que se han cruzado con ella en diferentes lugares del mundo. Se encuentran en mares de un color excepcional y están pintados con un agudo realismo. Los personajes están bañados por el sol, de manera que proyectan sombras sobre el lienzo. Sus rostros están ocultos o escondidos del espectador, creando una distancia emocional deliberada. Fotografía a la gente en las calles, luego los aísla contra audaces fondos monocromáticos. Rara vez vemos sus rostros, aunque podemos ver la misma figura de nuevo, moviéndose hacia adelante, proyectando sombras vívidas. Podrían ser cualquiera; podrían ser tú y esa tensión entre la identidad y el anonimato es convincente. Su obra reciente es más animada, más colorida, más optimista y más juguetona que antes.

## Reconocimientos
Fue seleccionada como artista en residencia en 2015 por la Sam and Adele Golden Foundation for the Arts de Nueva York.
En abril de 2016 fue la ganadora del primer premio del Concurso Internacional de Pintura VKR75, organizado en Dinamarca, con su pintura Ilustración. Troels Rasmussen, historiador del holding VKR, afirmó sobre ella había trabajado magistralmente con la luz, la sombra y la sensualidad. Que el espectador se acerca a una persona sentada en una silla, leyendo en una tenue pero brillante iluminación desde arriba. Que la escena es creíble y convincente, con exquisitos detalles técnicos, todo lo cual se combina de tal manera que resulta la clara ganadora del concurso.
En 2017, fue artista residente en la Residencia Tao Hua Tan del Museo de la ciudad, de Xuancheng, en China.